# فریدون آو
فریدون آو (زادهٔ ۱۳۲۴) مجموعه‌دار، نمایشگاه‌گردان، نقاش و مجسمه‌ساز ایرانی است.

## زندگی‌نامه
او در تهران در خانواده‌ای زرتشتی زاده شد. او در یک سالگی پدر خود را از دست داد. وی در هشت سالگی برای تحصیل به مدرسه‌ای شبانه‌روزی در انگلستان فرستاده شد. فریدون آو بعدها مدرک کارشناسی را در رشته هنرهای کاربردی نمایش از دانشگاه ایالتی آریزونا دریافت کرد. او در مدرسه فیلم دانشگاه نیویورک نیز در رشته زیبایی‌شناسی فیلم تحصیل کرد.
فریدون آو در سال ۱۹۷۰ به ایران بازگشت. بازگشت او همزمان با بازگشت بسیار از هنرمندان دیگر در ایران بود که تلاش داشتند هنر مدرن را در ایران پیاده کنند. کار هنری خود را از تئاتر آغاز کرد. او طراحی پوستر، صحنه، لباس و نورپردازی نمایش‌ها را در تئاتر شهر از زمان تأسیس آن در پاییز ۱۳۵۰ انجام می‌داد. نخستین کار او در تئاتر شهر نمایش باغ آلبالو اثر آنتون چخوف بود.
وی اداره گالری زند و کانون فرهنگی انجمن ایران و آمریکا در تهران و گالری هایدن - زند در ایالت واشینگتن آمریکا را نیز بر عهده داشت. شماری از آثار آو در موزه‌های معتبر جهان چون موزه بریتانیا، موزه هنرهای معاصر تهران، موزه متروپلیتن نیویورک، موزه هنر شهرستان لس آنجلس، موزه ویکتوریا و آلبرت و موزه ژرژپمپیدو پاریس نگهداری می‌شوند.
فریدون آو نخستین نمایشگاه خود را در دی و بهمن ۱۳۵۴ در نگارخانه گلی مقتدر به نام نگارخانه لیتو برگزار کرد. دومین نمایشگاه او در انجمن ایران و آمریکا برگزار شد. نخستین کارهای وی تحت تاثیر استاد او سای تومبلی بودند.
پس از انقلاب ۱۳۵۷ که هنرهای تجسمی در ایران افت کردند، فریدون آو به همکاری با هنرمندان دیگر روی آورد. او از آغاز دهه ۱۳۷۰ (خورشیدی) کارهای خود را نگارخانه «شماره ۱۳ میدان ونک» به نمایش می‌گذاشت. وی در دهه ۱۳۸۰ (خورشیدی) کارهای خود را در امارات متحده عربی به نمایش در آورد.
فریدون آو پس از انقلاب به پژوهش شاهنامه پرداخت.
شیوه مورد علاقه او که در بسیاری از آثار خود بکار گرفته است، ترکیب روی پارچه بومی است که کلاژ تصاویر روی آن چاپ شده شده است، و روی آنها خطوطی با رنگ و به شکل تقریباً بی‌نظم آورده شده‌است. او به سبب آشنایی و نزدیکی با سای تومبلی گاهی از این هنرمند تاثیر مستقیم گرفته که خود نیز آنرا تایید می‌کند. 

## کتاب
- فریدون فرشته نبود؛ گفتگوی شهروز نظری با فریدون آو، ۱۳۹۷ (همکاری مشترک گالری‌های زیرزمین دستان، هما و امروز).[۷]
- فریدون طراح؛ آریا کسائی، تهران.[۸]

## نمایش انفرادی
- آثار بزرگ روی بوم،  پلاس 2، تهران، ۱۴۰۳
- برای نوروز، زیرزمین دستان، تهران، ۱۴۰۳
- نمایش آثار فریدون آو، گالری فر، تهران، ۱۴۰۲
- مروری بر آثار، گالری امروز، اصفهان ۱۳۹۷
- مشق شب، گالری دستان، تهران ۱۳۹۷
- سری دسته گل، گالری دستان +۲، تهران ۱۳۹۵
- شاه عباس و خدمتکارش، گاری ای بی، زوریخ ۱۳۹۵
- سوغاتی‌ها، گالری دستان، تهران ۱۳۹۵
- منابع نشانه‌ها و چیزهای مورد علاقه، سام سنتر، تهران ۱۳۹۴
- کارت پستال‌هایی از ایرانستان، گالری شولامیت، لس‌آنجلس ۱۳۹۴
- استراحت سلحشور، امیرون تکنیس، سیکلدیز ۱۳۹۳
- چهار فصل، گالری خاک، تهران ۱۳۹۱
- عناصر مقدس: باد، گالری رسی و رسی، لندن ۱۳۸۹
- رستم رادیواکتیو، گالری جانت رادی؛ لندن ۱۳۸۹
- رستم در سرمای کشنده زمستان، گالری بی تونتی وان، دبی ۱۳۸۸
- مجموعه طراحی، گالری سیحون، تهران ۱۳۶۹
- مجموعه طراحی، گالری ون در استراتن، پاریس ۱۳۶۹
- مجموعه طراحی، گالری فریده کادو، پاریس ۱۳۵۷
- مجموعه کلاژ، گالری لیتو، تهران ۱۳۵۲
- هفت امشاسپندان، انجمن ایران-آمریکا، تهران 1352[۹]